# Galaxie à anneau du Sextant
PGC 139235, surnommée l'anneau du Sextant (Sextans Ring), est une galaxie à anneau située dans la constellation du Sextant. Sa vitesse par rapport au fond diffus cosmologique est de 4 923 ± 48 km/s, ce qui correspond à une distance de Hubble de 72,6 ± 5,1 Mpc (∼237 millions d'al).
PGC 139235 est une galaxie active de type Seyfert 1.

## Caractéristiques
La première mention de PGC 139235 apparaît dans une publication de l'année 1987. Selon cette même publication, PGC 139235 est une galaxie annulaire qui doit sa morphologie à son interaction gravitationnelle avec une seconde galaxie (elliptique ?), les deux galaxies formant une paire en collision. L'anneau de PGC 139235 renfermerait des régions d'hydrogène ionisé (HII).
Cette galaxie est aussi l’une des sources infrarouges les plus lumineuses parmi les galaxies à anneau.